# アスカネット
株式会社アスカネット（英: Asukanet Co., Ltd.）は、デジタル写真加工サービス、及びフォトブックデザイン・作成サービス及び空中結像技術「空中ディスプレイ」の製造販売を行う企業。本社は、広島県広島市安佐南区に所在する。

## 概要
飛鳥写真工芸社として創業。1983年に株式会社飛鳥写真館として法人化した後、事業部から独立し、設立された。デジタル写真の加工サービスを軸としたオンライン遺影写真作成のサービス、及びフォトブックサービスを展開、その後、空中結像技術「空中ディスプレイ」の製造を開始し現在に至る。2005年、東京証券取引所マザーズ市場に上場。

## 事業内容
出典：

### フューネラル事業
オンラインを利用した遺影写真のデジタル加工、プリントアウト、更には葬儀演出に利用するマルチメディアコンテンツの提供などの業務を主とする。また、上記サービスに付随するシステム機器、サプライ用品等の販売・サポートを行う。
オンライン遺影写真作成サービスにおいてはトップクラスの品質と国内トップのシェアを誇る。近年は葬儀社向けITサービス「tsunagoo」を開発し、その導入を着実に進めている。

### フォトブック事業
フォトブックのデザイン・製本のサービス業務を主とする。プロの写真館、写真愛好家をターゲットとしたハイエンドアマチュア、一般コンシューマーといった多岐に渡るターゲット層の市場向けに、1冊からの受注に対応した写真集の製造、販売及び付随するシステム・ソフトウェアの開発、販売、サポートを行う。
コンシューマー向けでは「MyBook（マイブック）」プロ向けでは「ASUKABOOK」ブランドとして海外へも展開。その品質はHot One Awardsを四年連続受賞するなど評価が高い。またOEM製造の実績も豊富で、その生産体制への信頼性には定評がある。

### 空中ディスプレイ事業
「空中に映像が浮かぶ」空中結像技術を用いた製品を開発し事業化。
「ASKA3Dプレート」はガラスや樹脂などで出来た特殊なパネルを通過させることで、実像の反対側の等距離の空中に実像を結像させる事に成功した特殊なプレート。
従来のホログラムやインテグラルフォトグラフィーなどとは全く異なる新しい技術で特許を多数取得している。海外で販売代理店を設置し、国内外での営業を強化している。

## 沿革
- 1982年 - 飛鳥写真工芸社設立。
- 1983年 - 株式会社飛鳥写真館として法人化。
- 1990年 - デジタル事業部設置。
- 1991年 - 全国ラボを通じて写真館の失敗救済CGを開始。
- 1992年 - 画像の通信加工業務開始。
- 1993年 - 端末の無人化に成功。遺影写真の通信出力開始。
- 1995年 - 飛鳥写真館の事業部から独立し、株式会社アスカネット設立。千葉市美浜区に関東支社を開設。
- 1999年
  - 4月 - メモリアルビデオ・ブライダルビデオの通信業務開始。
  - 10月 - 本社を広島市東区に移転し、旧本社に企画開発室を設置。
- 2000年
  - 1月 - 個人向け写真集（マイブック）製作事業の企画開発を開始。
  - 9月 - 生産拠点として、大阪市北区に大阪支社を開設。
  - 12月 - 営業、マーケティング拠点として、東京都港区に東京支社を開設。
- 2002年3月 - プロ写真館向け写真集製作専用ソフトウェア「プロフォトブックエディタ」を開発し、販売開始。
- 2003年
  - 8月 - 広島市安佐南区に社屋を取得し、プロダクトセンターを開設、大阪支社・企画開発室をプロダクトセンターに移転。
  - 10月 - 本社を広島市安佐南区に移転し、プロダクトセンターと統合。レタッチ（写真修正）サービスを開始。
- 2004年
  - 3月 - 「マイブックデラックス」サービス及び「マイブックミニモバイル」サービス開始。
  - 8月 - 「アートブック」サービス開始。
- 2005年
  - 4月 - 東証マザーズ上場。
  - 5月 - 東京支社を東京都港区南青山に移転し、ショールームを併設。
  - 6月 - アメリカにおいてasukabookブランドにて本格的にサービス開始。
  - 8月 - 本社隣地に新社屋完成。
  - 11月 - 「オートアルバム」サービス開始。
- 2006年12月 - 「マイブックエディタ3.0」をリリースし、「アートブック」サービスと「マイブック」サービスを統合。
- 2008年
  - 4月 -「フォトゲット」サービス開始。
  - 5月 -「アトリエフォトブック」WEBサイトオープン。
  - 11月 - 広島市安佐南区に新社屋完成し、フューネラル事業部を移転。
  - 12月 -「かんたんマイブック」サービス開始。
- 2009年3月 - 写真集製作専用ソフトウェア「アスカブックメーカー」を日米同時リリース。
- 2010年
  - 4月 - 「マイブックエディタ4.0」をリリース。
  - 11月 - 「マイブックデラックス」サービス終了。
  - 12月 - 写真集製作専用ソフトウェア「アスカブックメーカー2」を米豪リリース。
- 2011年
  - 2月 - 自分の遺影写真やメッセージ・家系図など終活に必要なツールをクラウドで無償提供する「遺影バンク」サービス開始。
  - 3月 - 空中に画像や映像・物体を結像させる技術、空中ディスプレイ「エアリアルイメージング事業」開始。
  - 8月 - コーポレートブランドロゴを一新し、同時にコーポレートサイトもリニューアル。
- 2013年10月 - デジタル写真の加工を行う拠点として、滋賀県大津市にびわこオペレーションセンターを開設。 「patapata（パタパタ）」をリリース。
- 2015年5月 - NTTドコモが開始するプリントサービス「フォトコレクションプラス（現・dフォト）」にOEM供給開始。
- 2016年
  - 2月 - 「マイブックライフ」をリリース。
  - 12月 - コーポレートサイトリニューアル。
- 2017年
  - 2月 - ユニロボット株式会社と資本業務提携。
  - 5月 - フォトブック製作累計500万冊突破。
- 2018年
  - 1月 - エアリアルイメージング事業ブランドを「ASKA3D」に統一。
  - 3月 - 株式会社VRCと資本業務提携。執行役員制度導入。「tsunagoo（つなぐ）」リリース。
  - 7月 - 代表取締役の異動。
  - 11月 - 遺影加工実績数500万件突破。
- 2019年
  - 6月 - プロフォトグラファー向けデータ納品サービス「Grandpic（グランピック）」リリース。
  - 8月 - ASUKABOOK商品が米国にて「2019 HotOnesアワード」を受賞。
  - 11月 - 葬祭業社向けクラウド印刷物作成ツール「SoSign（葬サイン）」提供開始。
- 2020年
  - 1月 - 葬儀社用Webサイト生成ツール「お葬儀.jp」提供開始。
  - 2月 - AWL株式会社と資本業務提携。
  - 6月 - エアリアルイメージング事業部が神奈川県相模原市に技術開発センターを設立。
  - 7月6日 - 会社設立25周年を迎えた。
  - 12月 - マイブックがサービス開始20周年を迎えた。
- 2021年
  - 1月 - tsunagoo（つなぐ）訃報サービス利用50,000件突破。出産報告サービス「e-tayori」リリース
  - 3月 - tsunagoo（つなぐ）利用式場2,500箇所突破
- 2022年6月 - アスカブックがサービス開始20周年を迎えた。
- 2023年4月 - tsunagoo（つなぐ）訃報サービス利用累計250,000件突破
- 2023年11月 - 株式会社BETの全株式取得、子会社化

## スポーツ関連
- サンフレッチェ広島・広島東洋カープ - 広告スポンサー